# Ernest Hoschedé

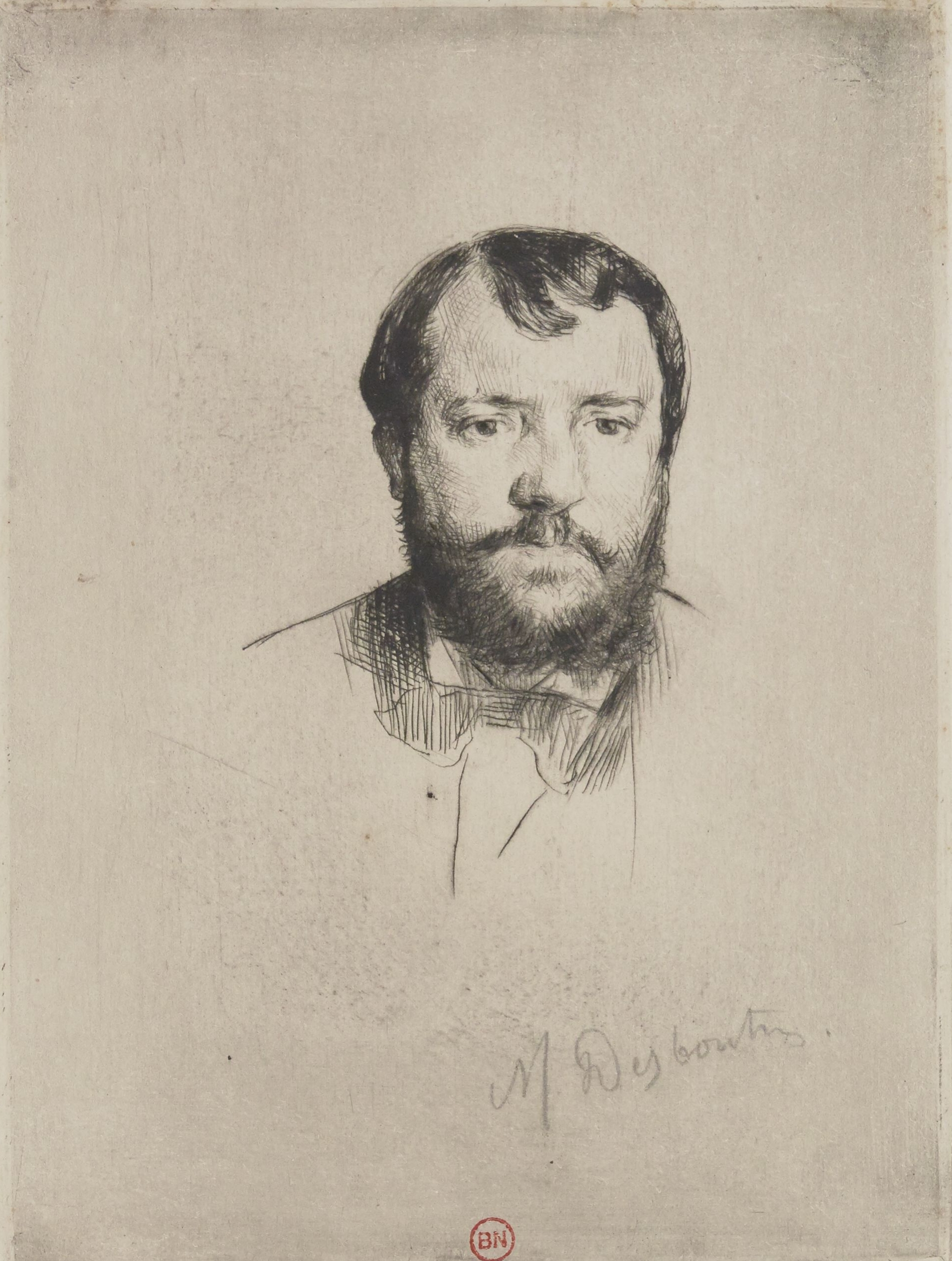
Ernest Hoschedé, Radierung von Marcellin Desboutin, 1875

Louis Ernest Jean Hoschedé (geboren am 18. Dezember 1837 in Paris; gestorben am 18. März 1891 ebenda) war ein französischer Stoffgroßhändler, Kunstsammler und Kunstkritiker. Er gehörte zu den ersten Sammlern der Werke der Impressionisten.

## Leben
Ernest Hoschedé kam 1837 als einziger Sohn von Casimir Joseph Édouard Hoschedé und seiner Frau Eugénie Honorine, geborene Saintonge, in Paris zur Welt. Der Vater hatte sich vom einfachen Angestellten bis zum Teilhaber des angesehenen Textilhandelsunternehmens Cheuvreux-Aubertot hochgearbeitet und besaß danach eine eigene Tuchhandlung in der Rue du Sentier. Die Familie verfügte entsprechend über ein beträchtliches Vermögen.
Am 16. April 1861 heiratete Ernest Hoschedé die ebenfalls aus wohlhabenden Haus stammende Alice Raingo. Von seinem Vater erhielt Ernest Hoschedé zur Hochzeit die enorme Summe von 400.000 Franc, um damit ein eigenes Unternehmen zu gründen. Vom Vater der Ehefrau kamen weitere 100.000 Franc als Mitgift hinzu. Ernest Hoschedé entwickelte jedoch keinen besonderen unternehmerischen Ehrgeiz, kümmerte sich stattdessen mehr um seine privaten Interessen und führte ein luxuriöses Leben. Mit seiner Frau bewohnte er eine Stadtwohnung am Pariser Boulevard Haussmann Nr. 56 und nutzte zudem den Landsitz der Schwiegereltern Schloss Rottembourg in Montgeron. Aus der Ehe mit Alice Hoschedé stammen insgesamt sechs Kinder: Marthe (geboren 1864), Blanche (1865–1947), Suzanne (geb. 1868), Jacques (geb. 1869), Germaine (geb. 1873) und Jean-Pierre (geb. 1877). Nach dem Tod ihres Vaters 1870 erbte Alice Hoschedé Schloss Rottembourg.
Ernest und Alice Hoschedé waren beide an Kunst interessiert und kannten mehrere zeitgenössische Maler persönlich. In der Radierung Ernest Hoschedé porträtierte Felix Bracquemond seinen Freund 1870 und fertigte im Folgejahr eine weitere Radierung an, in der er Hoschedé als Mitglied der Garde nationale (Bibliothèque nationale de France) zeigt. Zudem schuf Marcellin Desboutin 1875 eine Radierung von Ernest Hoschedé. Weiterhin malte Paul Baudry 1876 ein Ölporträt von Hoschedé (Privatsammlung) und im selben Jahr entstand von Édouard Manet das Doppelbildnis von Ernest Hoschedé und seiner Tochter Marthe im Garten von Schloss Rottembourg (Museo Nacional de Bellas Artes, Buenos Aires). Manet schuf zudem ein Bildnis des Sohnes Jacques, Émile Auguste Carolus-Duran porträtierte Alice Hoschedé (Museum of Fine Arts, Houston) und Tochter Marthe (Privatsammlung).

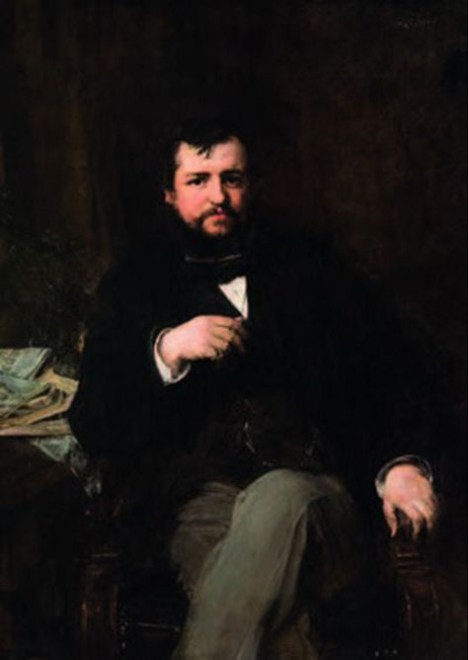
Paul Baudry: Porträt Ernest Hoschedé, 1876
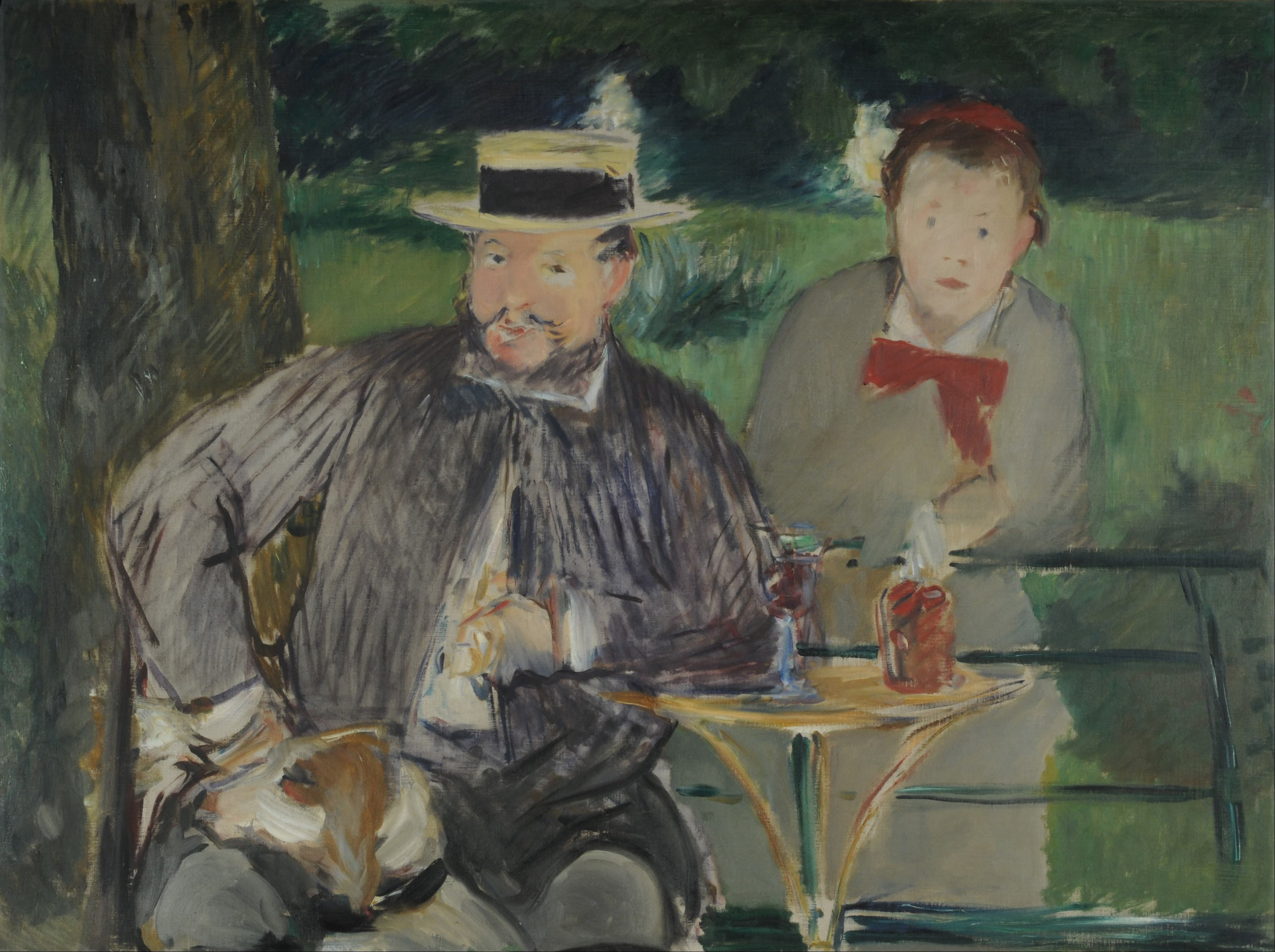
Édouard Manet: Porträt Ernest Hoschedé mit seiner Tochter Marthe, 1876
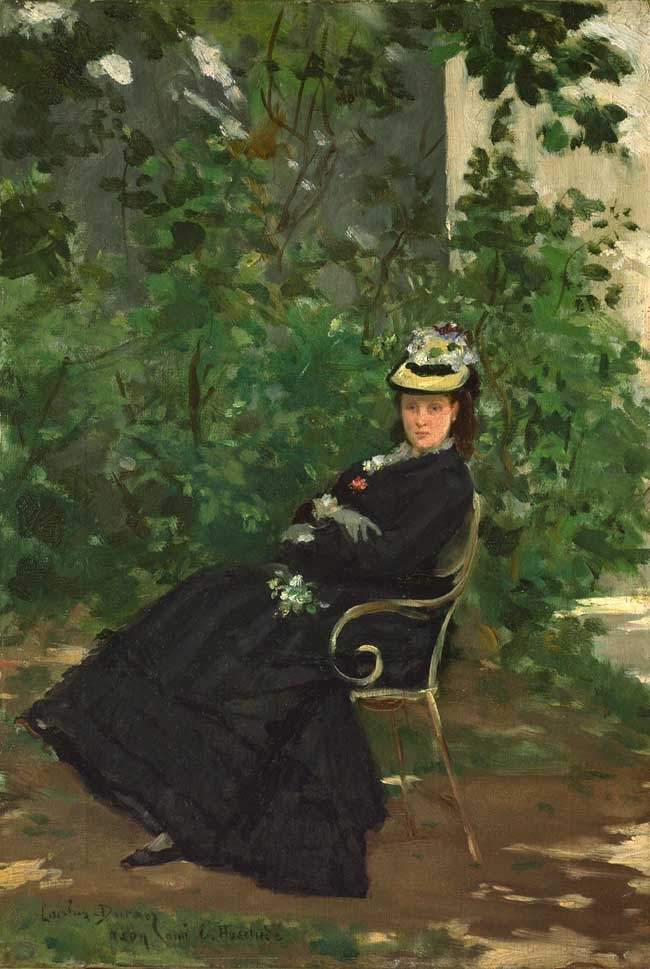
Émile Auguste Carolus-Duran: Porträt Alice Hoschedé 1878

Bedeutung erlangte Hoschedé vor allem als Kunstsammler, obschon der genaue Umfang seiner Sammlung nicht dokumentiert ist. Eingang in die Kunstgeschichte fanden vor allem die verschiedenen Versteigerungen seiner Sammlung. Zu Hoschedés frühesten Kunstankäufen gehörte der Erwerb eines Gemäldes von Eugène Boudin, das er 1870 zum Salon de Paris auslieh. 1873 kaufte er von Jean-Baptiste Camille Corot das Gemälde Tanz der Nymphen. Darüber hinaus erwarb er ab 1873 bei dem Kunsthändler Paul Durand-Ruel Gemälde der später als Impressionisten bezeichneten Maler. Aus nicht geklärten Gründen ließ er diese und andere Werke bereits am 13. Januar 1874 wieder versteigern. So kamen neben Werken von etablierten Künstlern wie Narcisso Virgilio Díaz de la Peña, Jean-Baptiste Camille Corot, Antoine Vollon, Georges Michel und Charles Jacques auch Arbeiten jüngerer Künstler wie Eugène Boudin, Stanislas Lépine, Anton Mauve und Ludovic Piette zur Auktion. Die Besonderheit bestand jedoch in einer Gruppe von Gemälden von Edgar Degas, Claude Monet, Camille Pissarro und Alfred Sisley. Werke dieser Künstler waren öffentlich kaum zu sehen und wurden nun zusammen mit etablierten Künstlern gezeigt – somit als gleichrangige Kunst deklariert. Dies ist umso erstaunlicher, da diese Künstler 1874 von der Jury des Salon de Paris abgelehnt wurden und noch im selben Jahr an der ersten Gruppenausstellung der Impressionisten teilnahmen und diese teilweise mitorganisierten. Das Spitzenlos der Auktion Hoschedé war Degas’ Gemälde Fehlstart (Yale University Art Gallery, New Haven), das für 11.000 Franc an der Sammler Henri Rouart ging. Zu den anderen Werken gehörte beispielsweise Monets Das blaue Haus in Zaandam (Privatsammlung). Insgesamt brachte die Versteigerung 35.000 Franc ein. Die Summe war etwas weniger, als Hoschedé für diese Werke bei Durand-Ruel gezahlt hatte. Der Kunstkritiker Théodore Duret sah diese Verkäufe als wichtigen Schritt für die Künstler auf dem Kunstmarkt. Solch ein Markttest kann auch die Absicht von Hoschedé gewesen sein, möglicherweise befand er sich jedoch auch in finanziellen Schwierigkeiten.

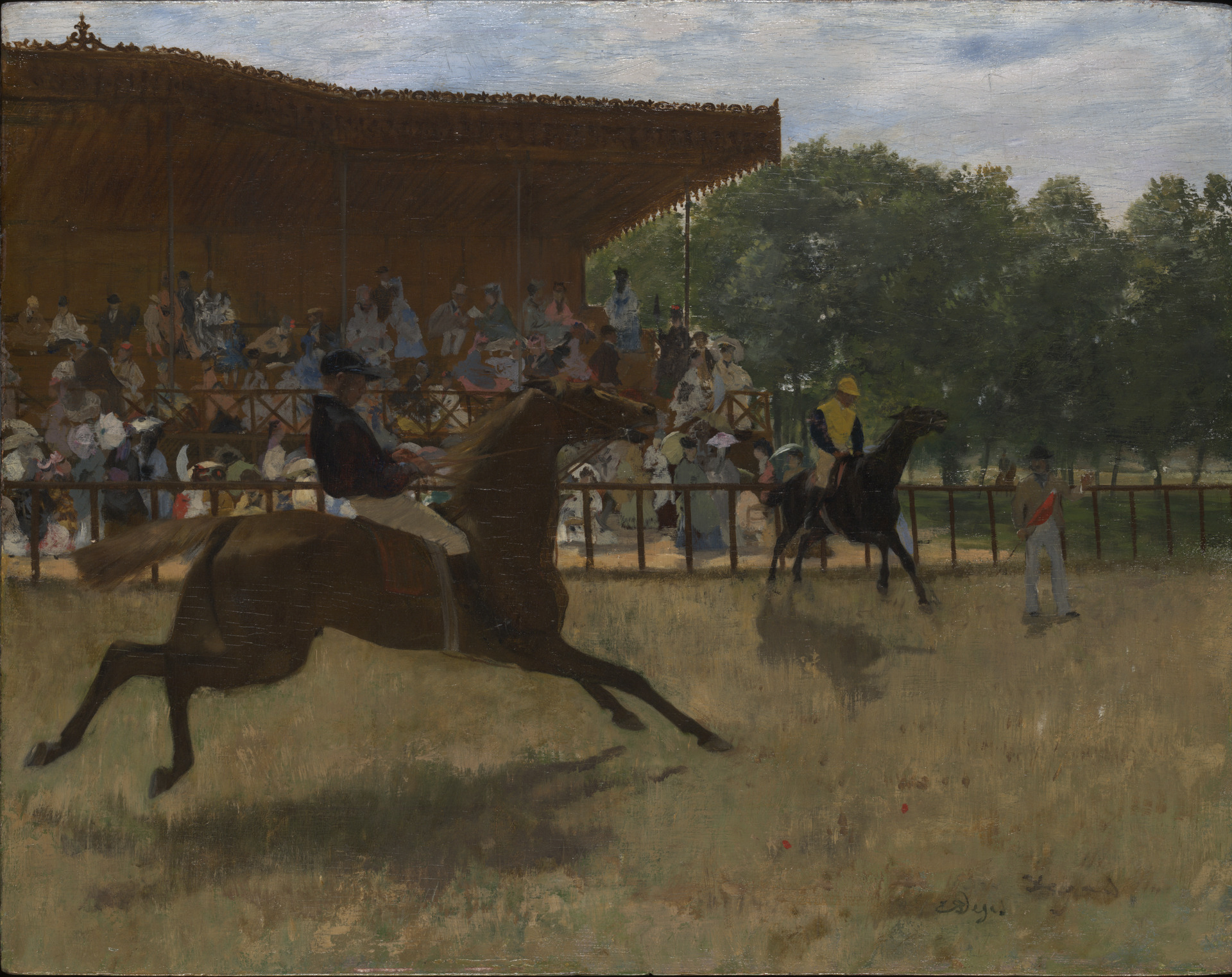
Edgar Degas: Fehlstart, um 1869–1872
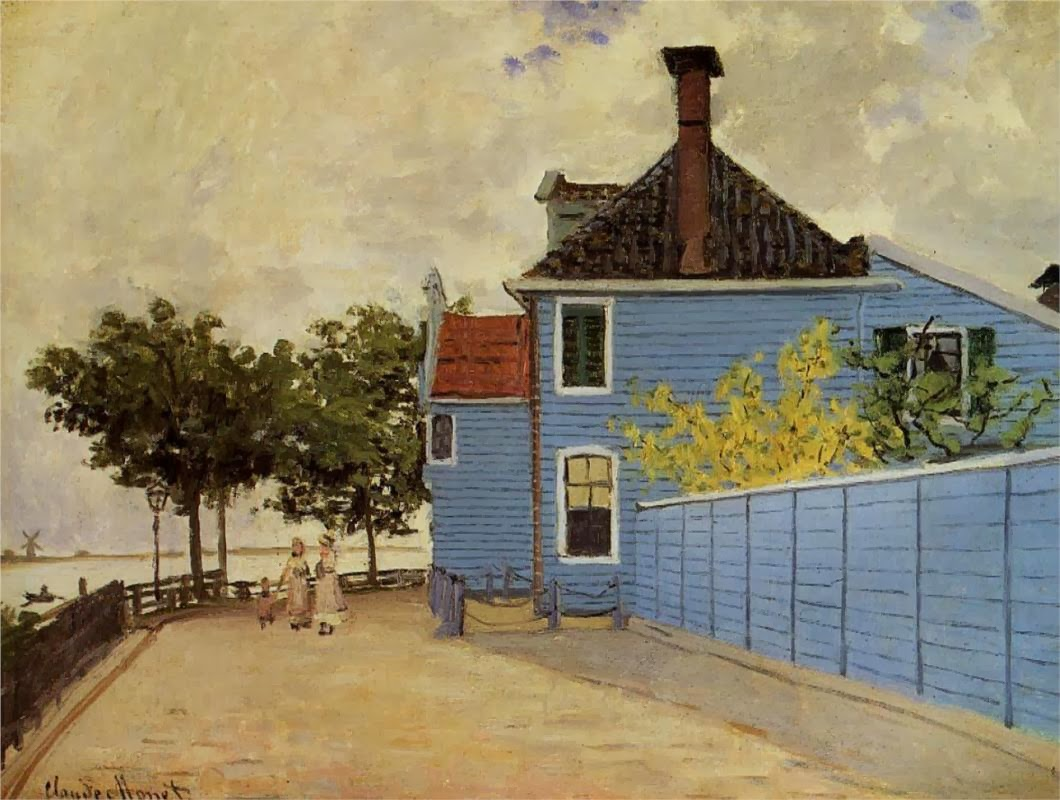
Claude Monet: Das blaue Haus in Zaandam, 1871
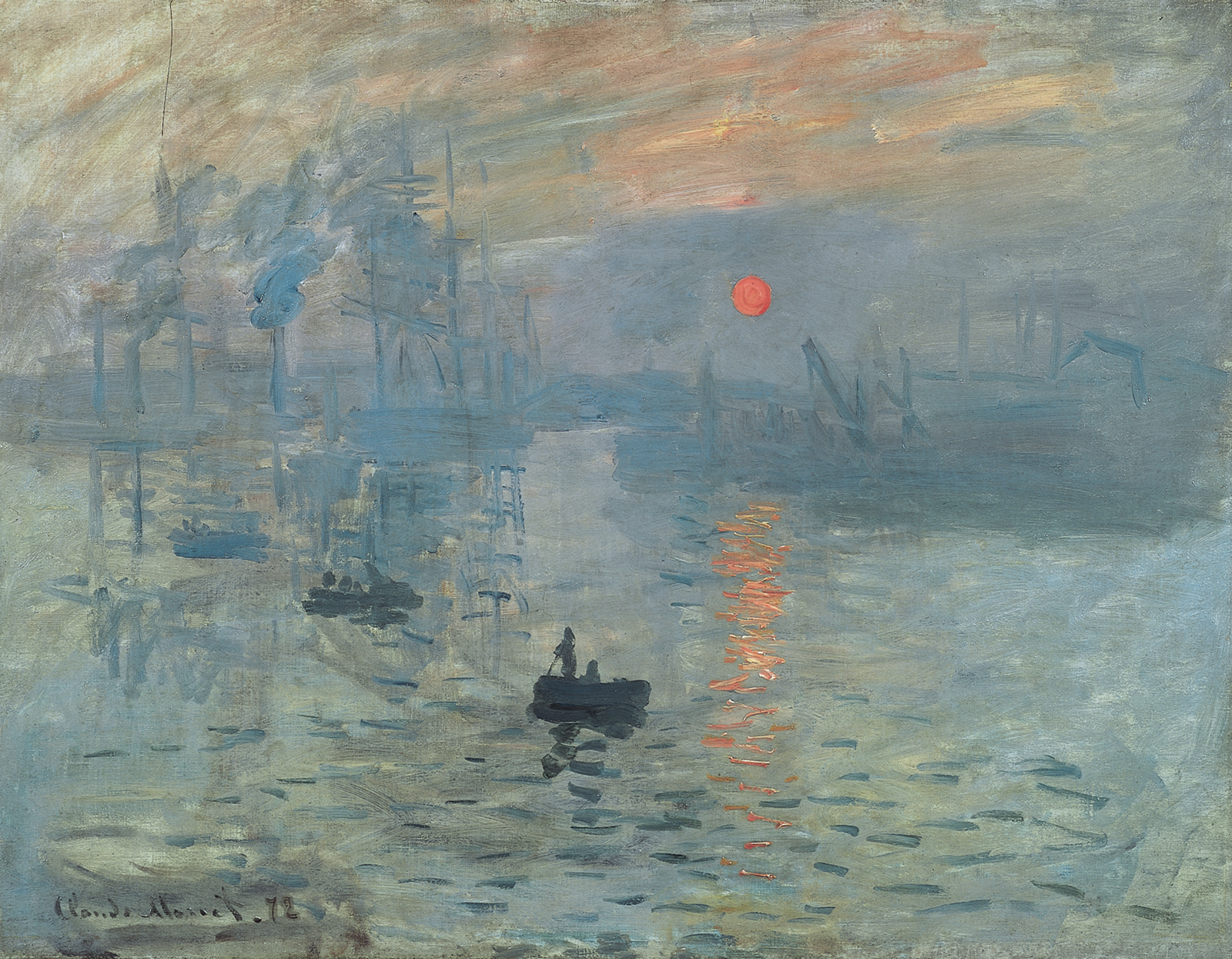
Claude Monet: Impression, aufgehende Sonne, 1872
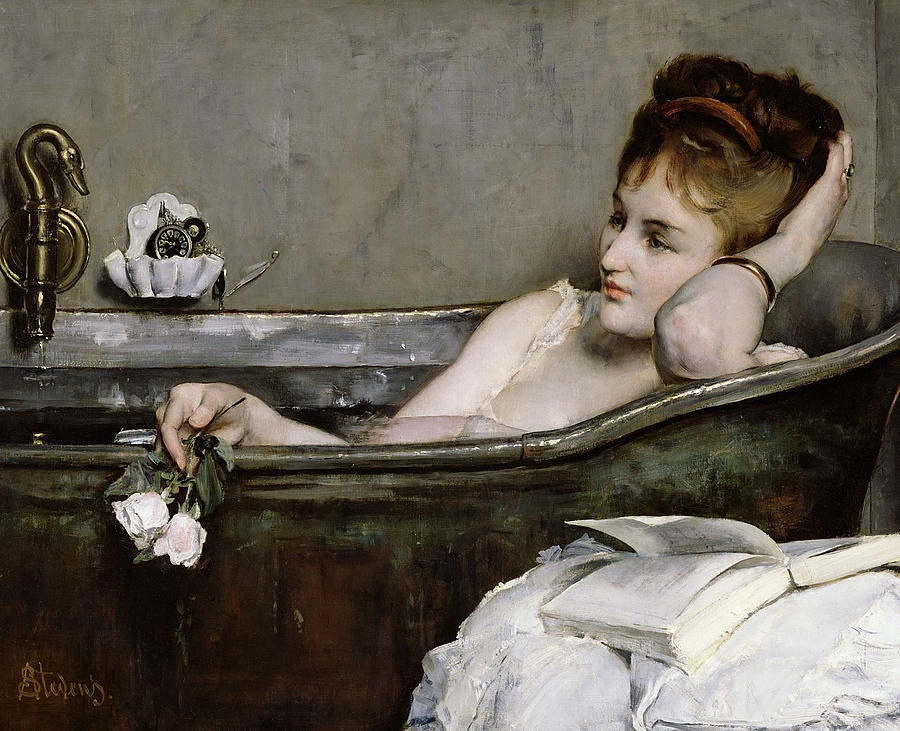
Alfred Stevens: Das Bad, 1873–1874

Nachdem sein Vater am 29. Mai 1874 verstarb, verfügte Ernest Hoschedé über zusätzliche finanzielle Mittel. Kurz darauf, nach Ende der ersten Gruppenausstellung der Impressionisten 1874, folgte für 800 Franc der Ankauf von Monets Gemälde Impression, Sonnenaufgang, von dem sich der Name der neuen Stilrichtung ableitet. Bereits im Folgejahr ließ Hoschedé erneut einen Teil seiner Sammlung versteigern. Diesmal verkaufte er 16 Werke von Corot, elf Gemälde von Gustave Courbet, dazu Arbeiten von Charles-François Daubigny, Jean-François Millet, Stanislas Lépine und von Alfred Stevens das Gemälde Das Bad (Musée d’Orsay, Paris). Der Verkaufserlös von 200.000 Franc brachte zunächst die nötige Liquidität, um den aufwendigen Lebensstil der Hoschedés aufrechtzuerhalten.
1876 markiert einen Höhepunkt in den Beziehungen der Hoschedés zu ihren Künstlerfreunden. Im Salon de Paris wurde Baudrys Porträt Ernest Hoschedé gezeigt, im Sommer besuchten Carolus-Duran und Manet Schloss Rottembourg und schufen dort verschiedene Porträts. Danach kam Claude Monet als Gast  und blieb – mit Unterbrechungen – von Juli bis Dezember des Jahres. Hoschedé hatte sich mit Monet angefreundet und ihn seit 1875 finanziell unterstützt. Auf Schloss Rottembourg sollte Monet vier Wandgemälde für den Salon malen. Hierzu gehören die Bilder Teich in Montgeron und Gartenecke in Montgeron (beide Eremitage, Sankt Petersburg), Truthähne (Musée d’Orsay, Paris) und Die Jagd (Privatsammlung). Zudem schuf er einige Ansichten des Gartens, die ebenfalls von Hoschedé angekauft wurden. Verschiedene Autoren haben angenommen, Monet hätte während des Aufenthaltes in Montgeron oder schon im Jahr zuvor eine Liebesbeziehung zu Alice Hoschedé begonnen, obwohl es hierfür keine Belege gibt.

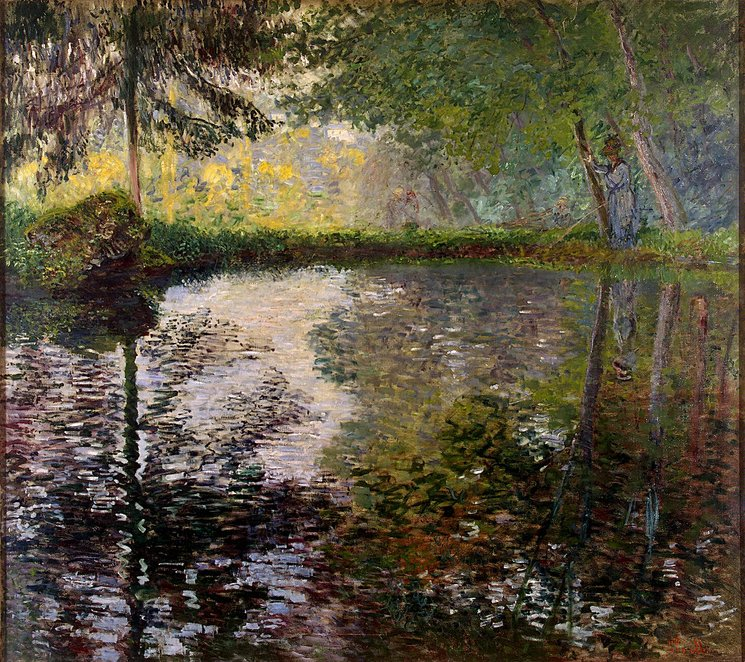
Claude Monet: Teich in Montgeron, 1876
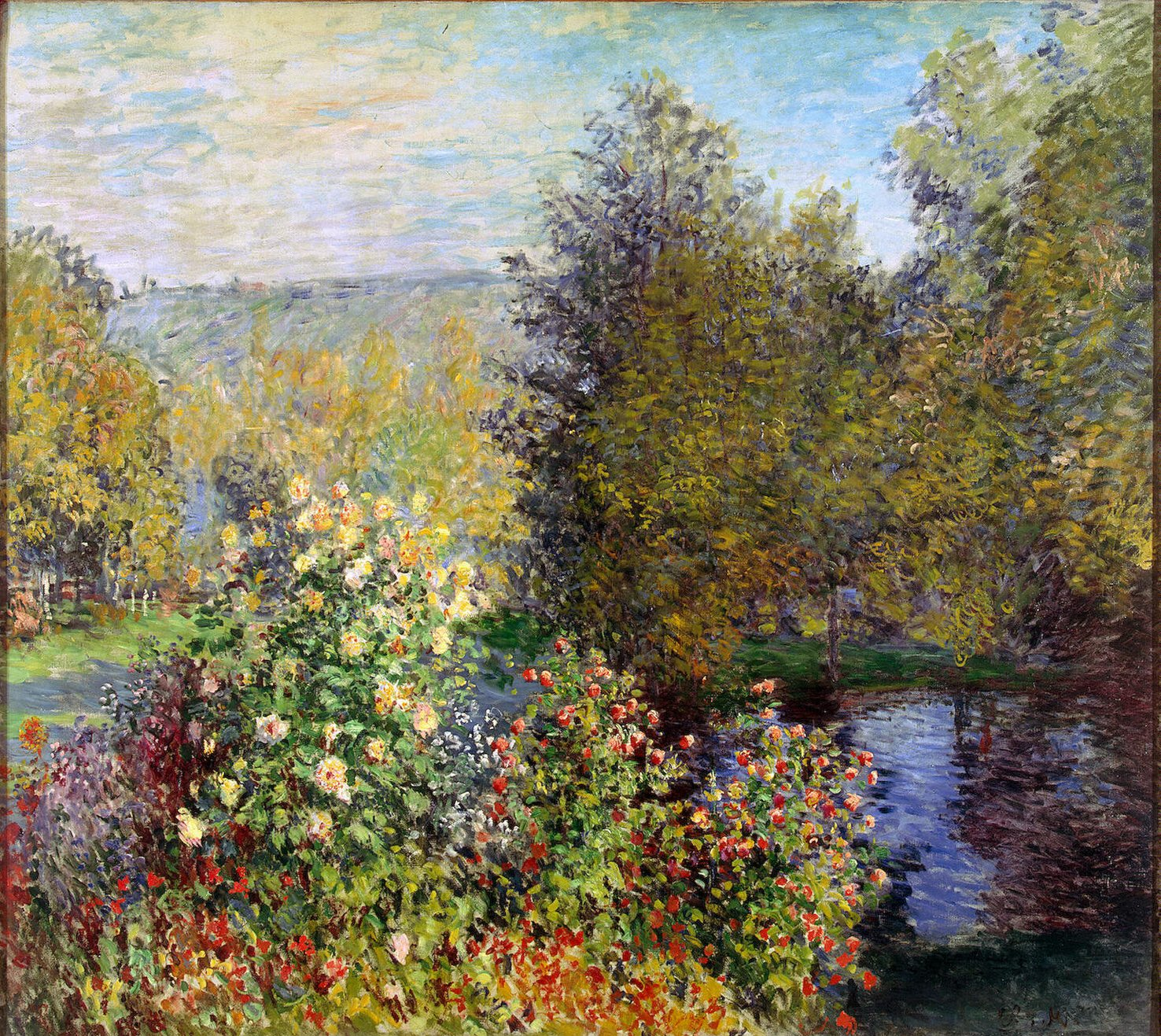
Claude Monet: Gartenecke in Montgeron, 1876
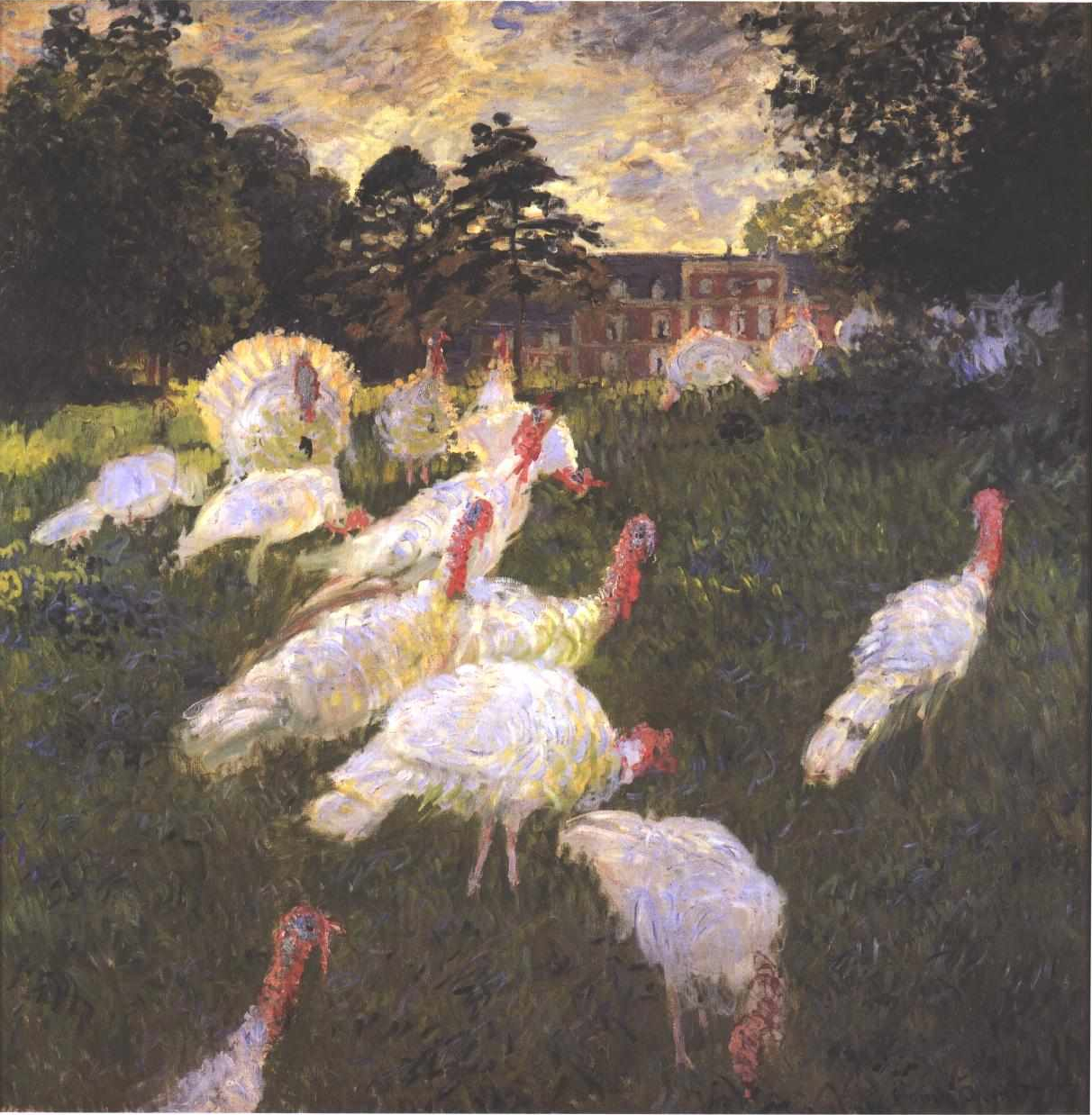
Claude Monet: Truthähne, 1876
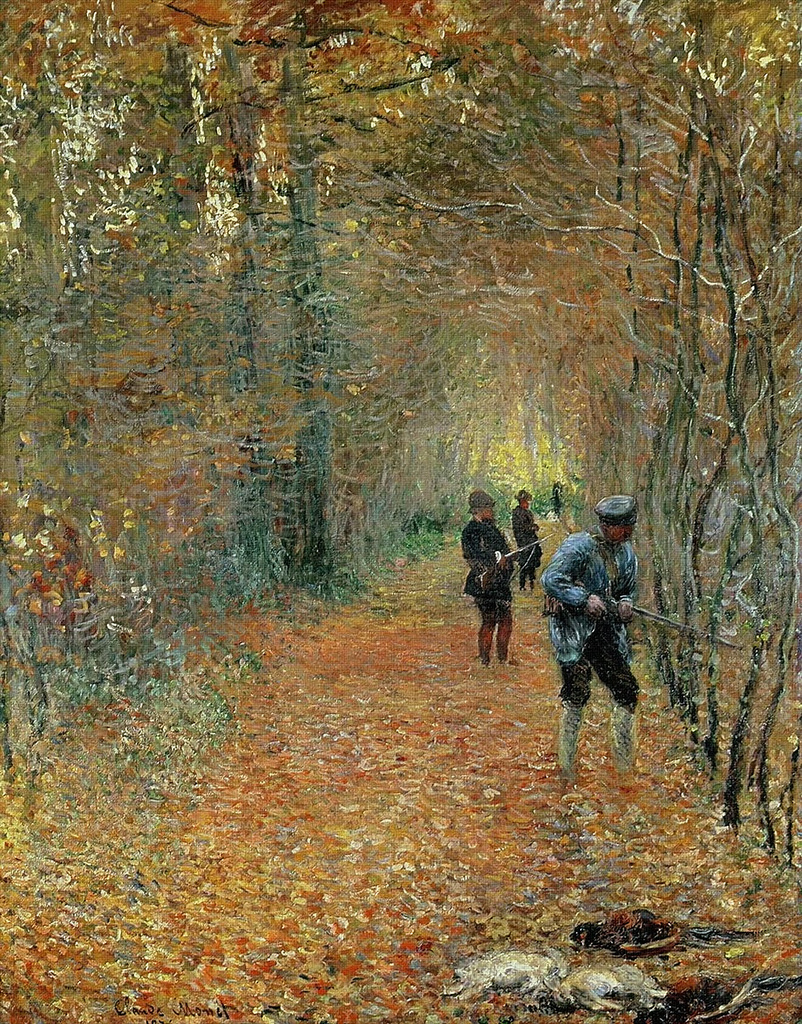
Claude Monet: Die Jagd, 1876

Im Januar 1877 kaufte Hoschedé weitere 27 Gemälde bei Durand-Ruel, darunter Arbeiten von Monet, Manet, Sisley, Pissarro und Berthe Morisot. Die Rechnung hierfür blieb er dem Galeristen jedoch schuldig. Im Frühjahr präsentiere er sich weiterhin als Kunstliebhaber und lieh zum Salon de Paris das Porträt seiner Tochter Blanche von Paul Baudry aus. Weiterhin stellte er unter den Initialen M. H. mehrere Kunstwerke zur dritten Gruppenausstellung der Impressionisten zur Verfügung. Im Sommer geriet er immer mehr in finanzielle Schwierigkeiten und per 24. August 1877 wurde seine Zahlungsunfähigkeit festgestellt. Bei etwa 150 Gläubigern waren Schulden von rund 2.000.000 Franc aufgelaufen. Diese ergaben sich nur zum Teil aus seinen Kunstankäufen, große Teile beruhten auf unternehmerische Fehlentscheidungen und den insgesamt verschwenderischen Lebensstil der Hoschedés. Er flüchtete vor seinen Gläubiger zunächst nach Belgien, seine Frau reiste mit den Kindern – das sechste kam während der Reise zur Welt – zu ihrer Schwester nach Biarritz. Die Möbel und der sonstige Hausrat der Wohnungen in Paris und Montgeron wurden versteigert und auch Schloss Rottembourg aus dem Besitz von Alice Hoschedé musste verkauft werden, um die Schulden zu tilgen.
Am 6. Juni 1878 wurde im Auktionshaus Hôtel Drouot die Kunstsammlung Hoschedé versteigert. Mehr als 100 Lose kamen zum Aufruf, darunter auch Monets Impression, Sonnenaufgang, das für nur 210 Franc an den Sammler Georges de Bellio ging. Die Preise waren insgesamt sehr niedrig, was nicht nur die Gläubiger und die Hoschedés interessierte, sondern vor allem für die Künstler und insgesamt für den Kunstmarkt von Bedeutung war. Zu den bekannten Werken der Versteigerung gehörten beispielsweise die Gemälde Die Themse bei Westminster (National Gallery, London) und Camille im japanischen Kostüm (Museum of Fine Arts, Boston) von Monet, Die Straßensängerin (Museum of Fine Arts, Boston) und Frau mit Papagei (Metropolitan Museum of Art, New York City) von Édouard Manet, Frau mit Katze (National Gallery of Art, Washington, D.C.) von Pierre-Auguste Renoir und Boot während der Flut bei Port-Marly (Musée d’Orsay, Paris) von Alfred Sisley. Insgesamt brachte die Auktion 70.000 Franc, wobei nur 7.500 Franc auf Werke der Impressionisten fiel.

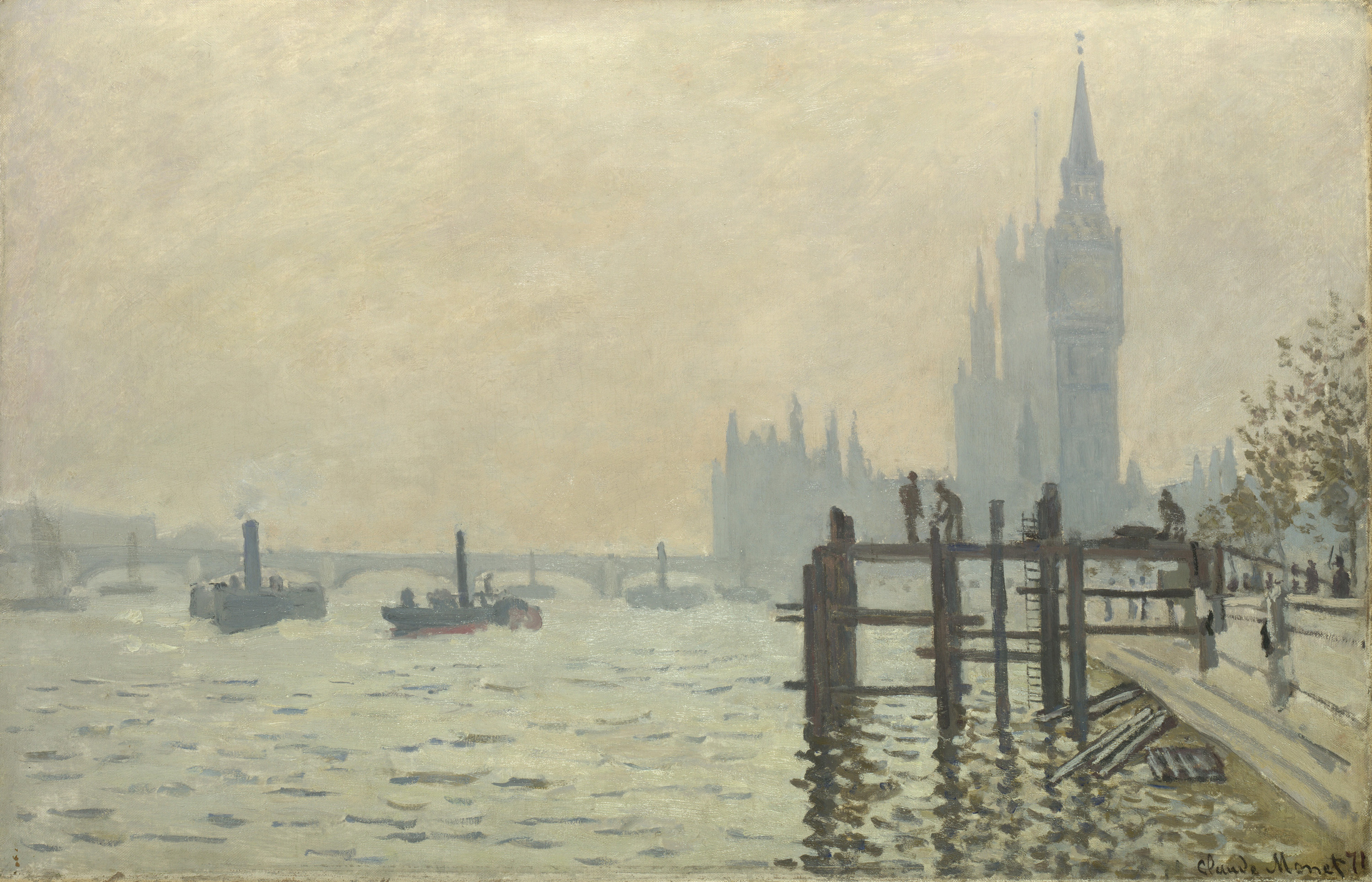
Claude Monet: Die Themse bei Westminster, 1871
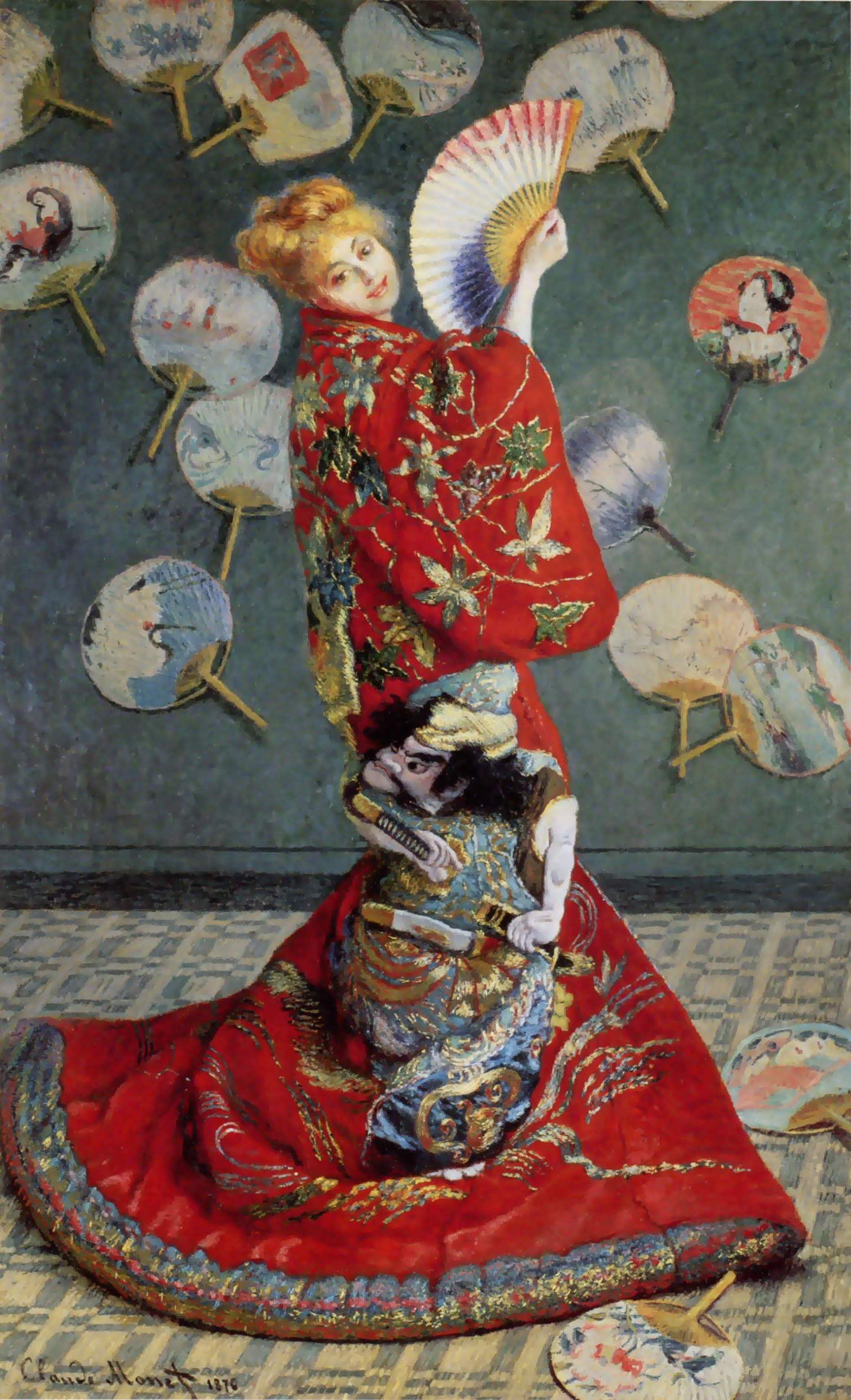
Claude Monet: Camille im japanischen Kostüm, 1875
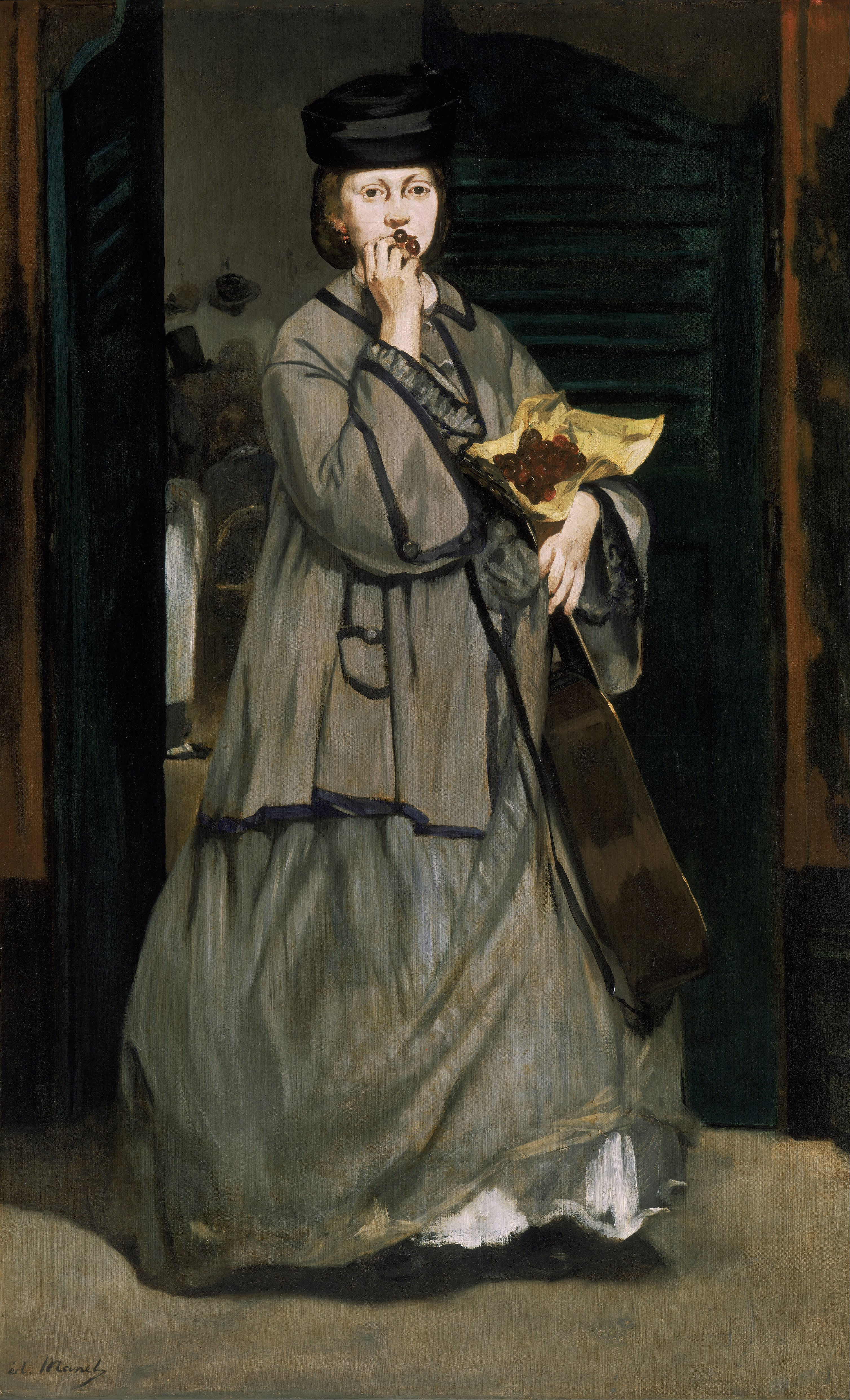
Édouard Manet: Die Straßensängerin, um 1862
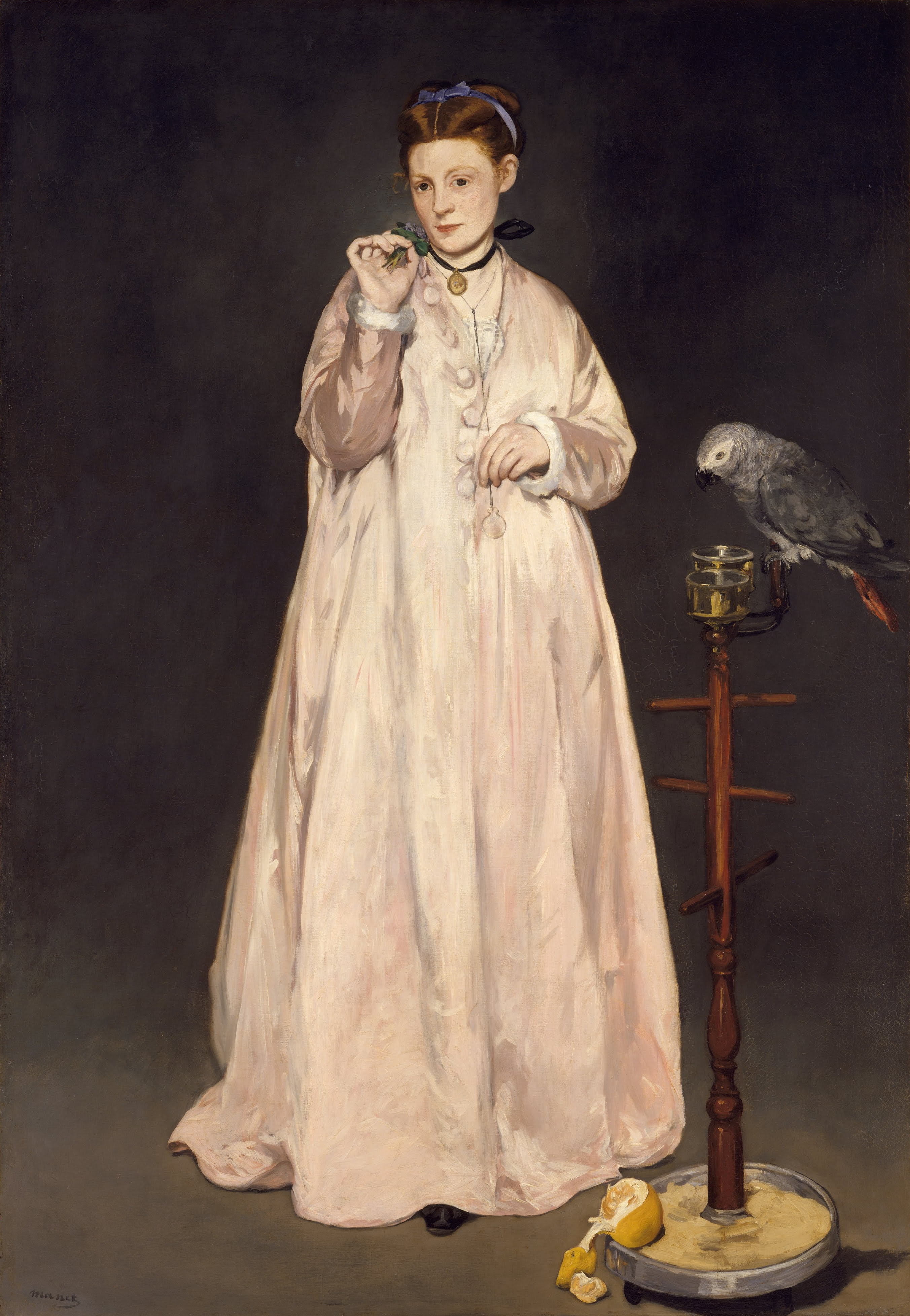
Édouard Manet: Frau mit Papagei, um 1866
Pierre-Auguste Renoir: Frau mit Katze, um 1875,
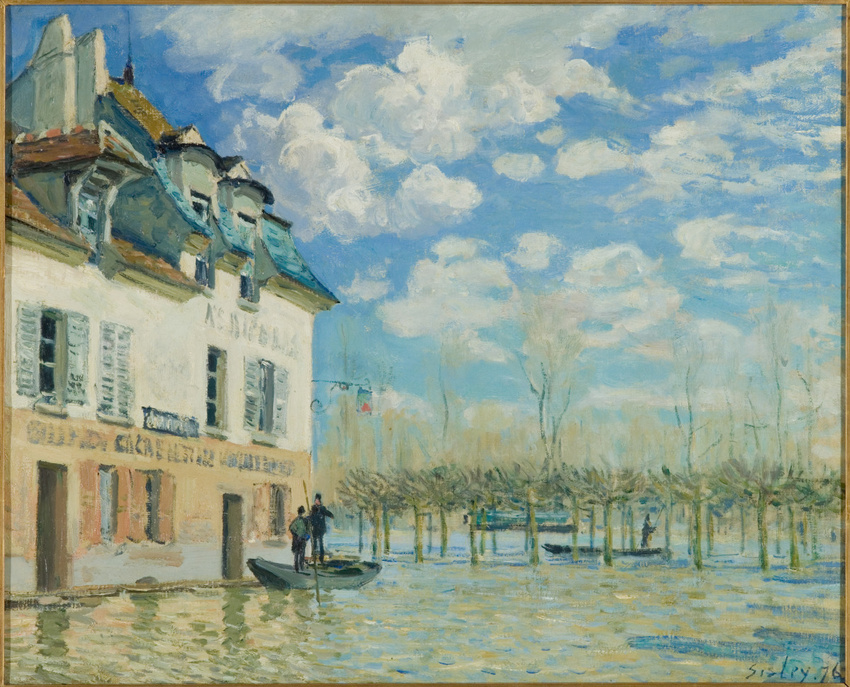
Alfred Sisley: Boot während der Flut bei Port-Marly, 1876, Musée d’Orsay, Paris

Im Sommer 1878 zogen Ernest Hoschedé mit seiner Frau und den sechs Kindern zur Familie Monet nach Vetheuil. Monet lebte dort mit seiner Frau Camille und den zwei Söhnen in einfachen Verhältnissen, die jetzt insgesamt zwölf Personen fortan in einer sehr beengten Wohnsituation. Finanzielle Unterstützung erhielten die Hoschedés zunächst von der Mutter von Ernest Hoschedé. Er begann inzwischen in Paris als Journalist und Kunstkritiker zu arbeiten und schrieb für Zeitungen wie Le Voltaire, später auch für andere Blätter. Während sich Ernest Hoschedé häufig in Paris aufhielt, pflegte seine Frau Alice die kranke Camille Monet, die 1879 im Alter von 32 Jahren starb. Fortan kümmerte sich Alice neben ihren sechs Kindern auch um die beiden Söhne der Monets. Nach dem Tod von Hoschedés Mutter 1880 kam es zwischen Ernest und Alice Hoschedé immer häufiger zu Konflikten, die sich um seine häufige Abwesenheit, fehlende finanzielle Unterstützung und zunehmend auch um das Verhältnis von Alice Hoschedé zu Claude Monet drehten. Auch zwischen Ernest Hoschedé und Monet kam es zum Streit. Ende 1881 zogen Claude Monet, Alice Hoschedé und die insgesamt acht Kinder nach Poissy um. Spätestens seit dieser Zeit lebten Ernest und Alice Hoschedé getrennt. Er besuchte zwar gelegentlich seine Familie, meist wenn Claude Monet nicht im Haus war. 1883 zogen Alice Hoschedé und Claude Monet mit den Kindern schließlich nach Giverny. Das Zusammenleben der beiden galt als wenig geachtete wilde Ehe. Ernest Hoschedé lebte die Folgejahre in Paris ein Leben in bescheidenen Verhältnissen, besuchte Treffpunkte der Künstler wie das Café Riche, baute jedoch keine Kunstsammlung mehr auf. Während seiner letzten Lebensmonate wurde er von dem Arzt Paul Gachet betreut. Er starb 1891 in Paris. Sein Grab befindet sich auf dem Friedhof von Giverny in der gemeinsamen Begräbnisstätte der Familien Monet-Hoschedé. Seine Frau Alice, die bis zu seinem Tod mit ihm verheiratet geblieben war, ehelichte 1892 Claude Monet. Seine Tochter Blanche heiratete 1897 Monets Sohn Jean.